# Appian
Appian (græsk: Αππιανος c. 95-160) var en græsk historiker, der blev født i den dengang overvejende græske by Alexandria i Egypten. Appian flyttede siden til Rom for at virke som advokat. Her skrev han en romersk historie ((Ῥωμαικα) på 24 bind. Værket blev anlagt i en tematisk-kronologisk form med udgangspunkt i Romerrigets krige. Historien om de folkeslag, som indlemmes i imperiet, fortælles sammen med beretningen om de krige, hvor de blev besejret af romerne.
Appian skrev på græsk, og derfor overvejende for den græsktalende befolkning i Romerrigets østlige provinser. Appian er en værdifuld kilde til antikkens samfund, da han meget usædvanligt for samtidens historikere inddrog både økonomiske, administrative og sociale aspekter i sin beskrivelse. Han forklarer dog, i lighed med de øvrige antikke historikere, kriser som et resultat af sædernes forfald.
Store dele af værket er i dag gået tabt, men af de dele, der er bevaret, er især hans beretning om de romerske borgerkrige vigtig, da den er en af de få bevarede.